# Angelo Acerbi
Angelo Acerbi (Sesta Godano, 23 de setembre de 1925) és un cardenal i arquebisbe catòlic italià, prelat emèrit de l'Orde Sobirà i Militar de Malta des del 4 de juliol de 2015.

## Biografia
Angelo Acerbi va néixer a Sesta Godano , a la diòcesi de Luni-Sarzana, el 23 de setembre de 1925.

### Formació i ministeri sacerdotal
El 27 de març de 1948 va ser ordenat sacerdot per a la diòcesi de Pontremoli pel bisbe Giovanni Sismondo. Després de llicenciar-se en dret canònic, el 1954 va obtenir la llicenciatura en teologia. Després d'assistir a la Pontifícia Acadèmia Eclesiàstica ingressà al servei diplomàtic de la Santa Seu.
Va treballar a les nunciatures de Colòmbia, Brasil, Japó i França, així com al departament de relacions internacionals de la Secretaria d'Estat de la Santa Seu.

### Ministeri episcopal

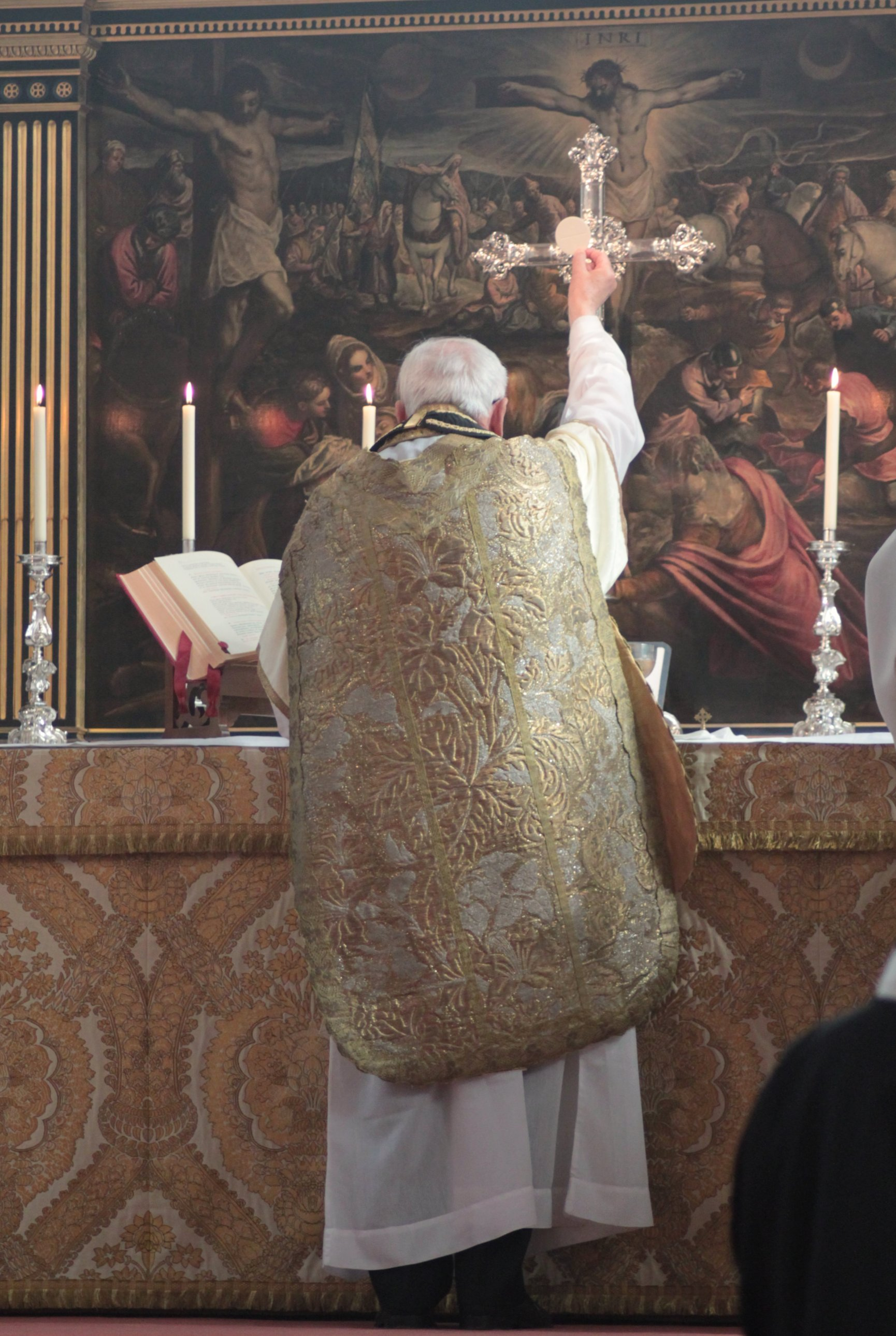
Angelo Acerbi eleva l'hòstia durant una missa tridentina.

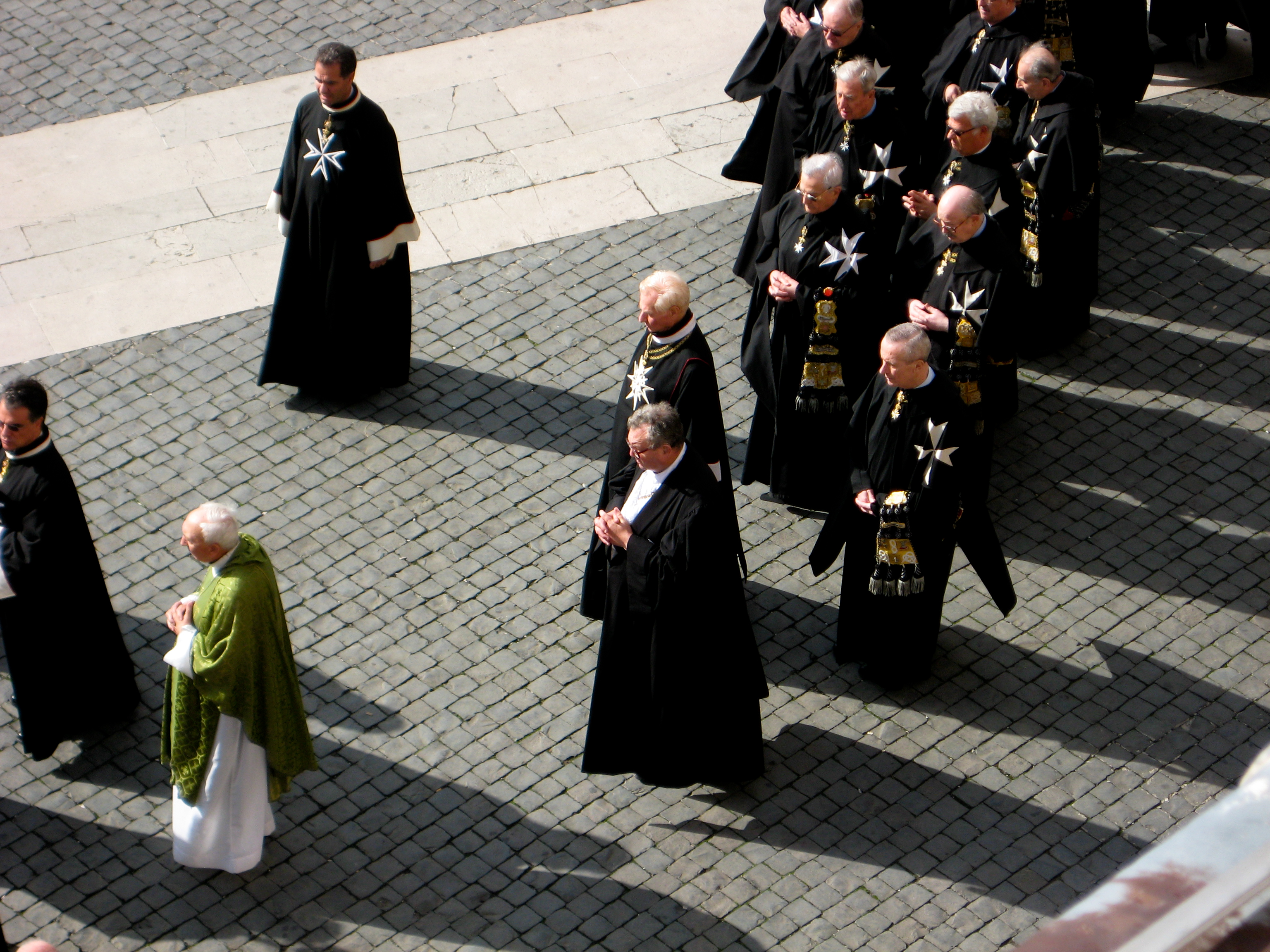
Mons. Acerbi a Loreto en la seva qualitat de prelat del Sobirà Orde Militar de Malta.

El 22 de juny de 1974, el papa Pau VI el va nomenar arquebisbe titular de Zella, pro-nunci apostòlic a Nova Zelanda i delegat apostòlic a l'oceà Pacífic. Acerbi va ser el primer representant de la diplomàcia vaticana específicament encarregat de tractar aquests territoris, en els quals la Santa Seu mai havia estat representada directament. Va rebre l'ordenació episcopal el 30 de juny següent del mateix pontífex, amb els arquebisbes Giovanni Benelli, substitut dels afers generals de la Secretaria d'Estat, i Duraisamy Simon Lourdusamy, secretari de la Congregació per a l'Evangelització dels Pobles com a co-consagradors.
El 14 d'agost de 1979, el papa Joan Pau II el va nomenar nunci apostòlic a Colòmbia. El febrer següent, Mons. Acerbi va ser pres com a ostatge juntament amb 26 persones més, moltes d'elles diplomàtics de diversos països, durant un assalt a l'ambaixada dominicana per part de guerrillers comunistes del Moviment 19 d'Abril. El període de segrest va durar diverses setmanes, durant les quals Acerbi va poder celebrar cada dia la Santa Missa per als assistents.
El 28 de març de 1990 va ser traslladat a Hongria , el primer nunci apostòlic nomenat després de l'establiment del comunisme en aquest país, la nunciatura del qual havia estat tancada el 1920. De l'època hongaresa de l'activitat diplomàtica d'Acerbi, cal recordar la signatura de l'Acord entre la Santa Seu i la República d'Hongria sobre l'assistència religiosa a les Forces Armades i la Policia de Fronteres i l'elaboració del relatiu al finançament d'activitats de servei públic i altres activitats purament religioses ("de la vida de fe") realitzades a Hongria per l'Església catòlica, preveient en particular el finançament de l'educació catòlica i signat al Vaticà pel cardenal Angelo Sodano poc després de la fi del mandat d'Acerbi al país centreeuropeu. El 13 de gener de 1994 també va ser nomenat, per primera vegada,nunci apostòlic a Moldàvia. El 8 de febrer de 1997 va ser traslladat a la nunciatura dels Països Baixos. El 27 de febrer de 2001 , el papa Joan Pau II va acceptar la seva dimissió en arribar al límit d'edat.
El 21 de juny va ser nomenat prelat del Sobirà Orde Militar de Malta. La tasca d'aquesta figura és vetllar perquè la vida religiosa i sacerdotal dels capellans i el seu apostolat es duguin a terme d'acord amb la disciplina i l'esperit de l'Orde, assistir el Gran Mestre i el Gran Comanador en la cura de la vida i l'observança religiosa dels membres de l'Orde i en tot allò que concerneix el caràcter espiritual de les obres de l'Orde. El 21 de gener de 2006, monsenyor Acerbi va desmentir públicament els rumors, recollits i publicats en un article al setmanari italià Panorama el 28 de desembre de 2005, segons els quals el mateix arquebisbe s'havia posat al capdavant d'una rebel·lió interna formada per joves membres de l'Orde de Malta, vinculada a la solidaritat generalitzada amb l'Orde de Malta, sempre menys a la seva pròpia identitat cristiana i cada cop més dependent dels fons i programes de la Unió Europea. També es deia que alguns dissidents pretenien pressionar l'aleshores Gran Mestre, el germà Andrew Bertie, perquè renunciés i fes lloc a un nou home fort de fora de la noblesa. El 4 de juliol de 2015 el Papa Francesc va nomenar monsenyor Jean Laffitte com a nou prelat.
Durant l'Àngelus del 6 d'octubre de 2024 , el papa Francesc va anunciar la seva creació com a cardenal en el consistori del 7 de desembre següent, convertint-se, als 99 anys, en el més antic de la història en el moment de la nominació, i superant a Loris Francesco Capovilla, antic secretari personal del papa Joan XXIII, nomenat cardenal als 98 anys el 2014. Va rebre el títol de cardenal diaca de Cardinale diacono dei Santi Angeli Custodi a Città Giardino.

## Honors
Balí Gran Creu d'Honor i Devoció del Sobirà Orde Militar de Malta - 6 d'agost de 2001
 Gran Oficial de l'orde al Mèrit de la República Italiana - 4 de novembre de  2008
 Comanador de l'orde al Mèrit de la República Italiana - 3 d'abril de 2006